# Gävletravet
Gävletravet är en travbana som ligger i stadsdelen Sätra i Gävle och drivs som en ideell förening med cirka 50 medlemmar. Gävletravet är också hem för Gävle Ponnytravklubb. Banan grundades 1938, och har sloganen "Sveriges snabbaste bana".

## Historia
Gefle-Dala Travsällskap, som var föregångare till Gävle Travsällskap, bildades den 26 oktober 1935. Året efter, 1936, beviljades tillstånd att genomföra 10 travdagar på Hillesjön. Landbanan stod klar 1938, och premiären genomfördes den 13 februari samma år. Under premiärdagen var 3 067 åskådare på plats.
Segraren i första loppet på banan var stoet Sundelill, ägd av Sven-Erik Eriksson i Jättendal och körd av Bergsåkerstränaren Gunnar Eriksson. Den officiella invigningen hölls först den till den 8 maj 1938, och förrättades av landshövdingen Sven Lübeck.

### Rekord
På banan har många svenska rekord satts. Redan den 13 oktober 1940 satte stoet Elsa Vind svenskt rekord för treåriga kallblodiga ston, på tiden 1.51,3. Första kallblod att underskrida 1.30-gränsen med voltstart blev Harry Anderssons Solels, då denne sprang i mål på tiden 1.29,4.
Det mest uppmärksammade rekordet som satts på banan är hästen Järvsöfaks världsrekord för kallblod, som sattes den 12 juli 2005. Den nya världsrekordtiden löd 1.17,9ak på en sträcka över 1 640 meter, och står sig än idag (2019). Det tidigare världsrekordet hölls av norske Spikeld och löd på 1.18,6ak.

## Större lopp
Banans äldsta, och mest prestigefulla lopp, är Gävle Stora Pris som kördes för första gången 1942. Första segraren hette Scotchman och kördes av Erik Persson. Här tävlar man om Stall Brabants vandringspris som ännu ingen lyckats få tre inteckningar i och ta hem för alltid.
Sedan 2011 körs även H.K.H. Prins Daniels Lopp i slutet av maj. Loppet körs över en distans på 1 609 meter med autostart, och brukar locka stora namn. Bland tidigare vinnare av loppet märks namn som Viola Silas, Mosaique Face och de två elitloppsvinnarna Brioni och Nahar. Vinnaren av loppet har de senaste åren blivit inbjuden till Elitloppet.
Gävletravet är även en av de sex banor som arrangerar travtävlingen E3. De andra banorna är Bergsåker, Eskilstuna, Färjestad, Romme och Örebro.